# Октоподи
Вижте пояснителната страница за други значения на Октопод.
Октоподи (Octopoda) е разред главоноги мекотели.

## Описание
Имат късо, сферично тяло, което достига дължина до 4 – 5 м. Нямат вътрешен или външен скелет. Октоподите имат две очи и четири чифта пипала, и подобно на други главоноги, те са двустранно симетрични. Около устата имат 8 пипала, които са покрити с вендузи. Обитават по-топлите морски води (в Черно море не се срещат). Оплождат се вътрешно чрез т.нар. хектокотилно рамо. То представлява израстък на третото дясно пипало, от което се вкарват сперматозоидите в тялото на женската. Октоподите са хищни животни-хранят се с риба, ракообразни и морски мекотели. Интересното при тях е, че имат 3 сърца, но живеят едва 2 – 3 години. Женските октоподи се грижат за поколението си. Те се движат около яйцата, за да се осигурява постоянен приток на кислород, и ги пазят от врагове.Октоподите са едни от най-интелигентните и поведенческо гъвкави от всички безгръбначни. Всички октоподи са отровни, но само синьопръстенните октоподи са смъртоносни за хората.

### Биология
Октоподите имат сравнително кратка продължителност на живота, като някои видове живеят по-малко от шест месеца. По-големите видове, като гигантския тихоокеански октопод, могат да живеят в продължение на пет години при подходящи обстоятелства. Възпроизвеждането е основната причина за смъртта им: мъжките екземпляри могат да живеят само няколко месеца след чифтосването, а женските умират скоро след като техните яйца се излюпят. Те пренебрегват яденето в едномесечен срок, прекаран в грижи за своите неизлюпени яйца и в крайна сметка умират от глад. В един научен експеримент след отстраняването на двете оптични жлези, които изхвърлят хайвера, е установено, че се възобновява храненето, което повишава растежа и значително удължава продължителността на живота.
Октоподите имат три сърца като две от тях наподобяват хриле и изпомпват кръв, а третото е системното сърце, което изтласква кръвта през тялото. Кръвта на октопода съдържа мед, богата е на протеин хемоцианин за транспортиране на кислород.

### Защита
Основната (първична) отбрана на един октопод е да се скрие, или да не се вижда изобщо чрез камуфлаж и мимикрия. Октоподите имат няколко вторични предпазни средства (укрепления, които те използват, след като са били забелязани от хищник). Най-често срещаната вторична защита е бързо бягство. Други защитни сили включват отвличане на вниманието чрез използването на торбички с мастило или изчезващи крайници.
Повечето октоподи могат да изхвърлят голямо количество черно мастило в облак, за да им помогне да избягат от хищниците. Основата на оцветителния агент на мастилото е меланин, който е същият химикал, който дава на хората цвета на косата и кожата. Този облак мастило цели, да се намали ефективността на обонятелните органи, на хищниците, които използват миризма за лов, като акулите. Мастилените облаци от някои видове може да служат като заблуда, че октоподът ще атакува.
Прикритието на октопода е подпомогнато от някои специализирани кожни клетки, които могат да променят цвета видимо, непрозрачността и отразителността на епидермиса. Хроматофорите съдържат жълт, оранжев, червен, кафяв, или черен пигмент; повечето видове имат три от тези цветове, а някои от тях само един два. Други цветни променящи се клетки са светло-отразителните, Иридофорите и белите. Тази способност да променят цвета си също може да се използва за комуникация или предупреждаване на другите октоподи. Силно отровните синьопръстенни октоподи стават ярко жълто със сини пръстени, когато са провокирани. Октоподите могат да използват мускулите в кожата, за да променят структурата на своята мантия, за постигане на по-голям камуфлаж. Въпреки това в някои видове анатомия на кожата е ограничена до сравнително прости нюанси на един цвят и текстура на кожата. Смята се, че октоподите, които са активни през деня и / или живеят в сложни обитания като например коралови рифове, са се развили по-сложно, отколкото техните нощно-активни и обикалящи пясъци роднини.
Когато са под атака, някои октоподи могат да „откъсват“ пипалата си, по подобен начин на начина, при който някои гущери късат опашките си. Рамото за пълзене служи за отвличане на вниманието на кандидат-хищниците. Такива откъснати пипала остават чувствителни към дразнители и да се движат далеч от неприятни усещания.
Няколко вида, като имитират октопод, имат четвърти защитен механизъм. Те могат да обединят своите изключително гъвкави тела с тяхната способност да променят цвета си, за да имитират точно други, по-опасни животни, като морски змии и змиорки.

### Размери
Най-големият представител на семейство Октоподи е Гигантският тихоокеански октопод. Възрастните обикновено тежат около 15 кг, а пипалата – около 4,2 метра. Най-големият екземпляр от този вид е с жива маса от 71 килограма.

## Класификация
Разред Октоподи
- Род †Keuppia
- Род †Palaeoctopus
- Род †Paleocirroteuthis
- Род †Pohlsepia
- Род †Proteroctopus
- Род †Styletoctopus
- Подразред Cirrina
  - Семейство Opisthoteuthidae
  - Семейство Cirroteuthidae
  - Семейство Stauroteuthidae
- Подразред Incirrina
  - Семейство Amphitretidae
  - Семейство Bolitaenidae
  - Семейство Octopodidae
  - Семейство Vitreledonellidae
  - Надсемейство Argonautoida
    - Семейство Alloposidae
    - Семейство Argonautidae
    - Семейство Ocythoidae
    - Семейство Tremoctopodidae